# Aeroporto Internazionale di San Carlos de Bariloche
L'aeroporto internazionale Teniente Luis Candelaria (in spagnolo Aeropuerto Internacional Teniente Luis Candelaria) è un aeroporto argentino che serve la città di San Carlos de Bariloche, nota località turistica situata nella provincia di Río Negro. Quello di Bariloche è il quarto aeroporto argentino per traffico passeggeri.
L'aeroporto è intitolato ad un tenente dell'Esercito Argentino che per primo attraversò in volo la Cordigliera delle Ande il 13 aprile 1918.

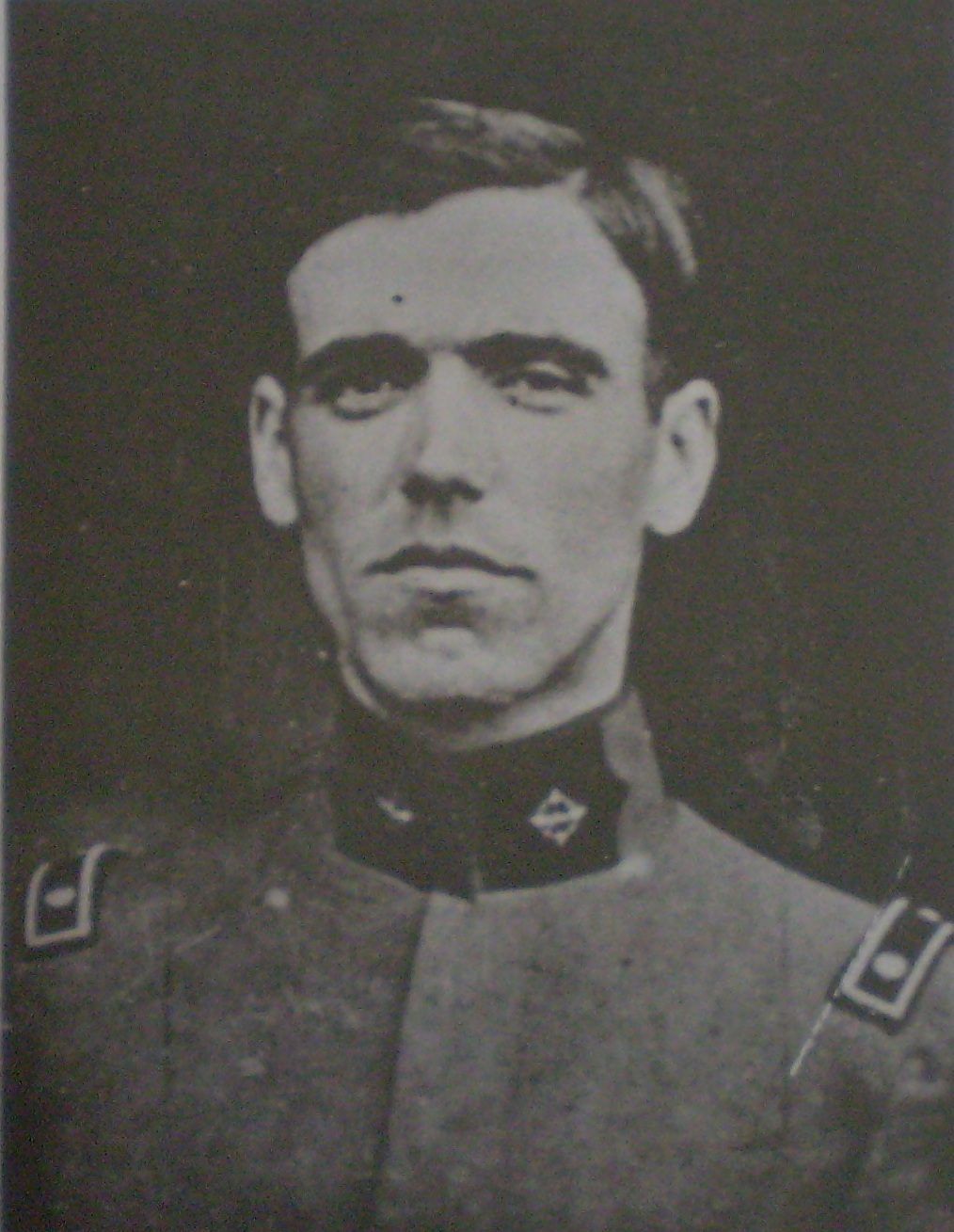
Il Tenente Luis Candelaria, a cui è intitolato l'aeroporto

## Storia
I lavori di costruzione iniziarono nel 1952 durante la presidenza di Juan Domingo Perón e furono ultimati due anni dopo. Negli anni '90 la struttura venne privatizzata.
Nel 2012 l'aeroporto fu oggetto di un importante ammodernamento. La scalo fu reinaugurato dalla presidente Cristina Fernández de Kirchner.